# Минюхин, Михаил Александрович
Михаил Александрович Минюхин (род. 11 ноября 1973) — российский легкоатлет, специалист по бегу на длинные дистанции, кроссу и марафону. Выступал на профессиональном уровне в 1998—2004 годах, серебряный и бронзовый призёр чемпионатов России, победитель первенств всероссийского значения, участник ряда крупных международных стартов, в том числе чемпионата мира по кроссу в Виламуре. Представлял Санкт-Петербург и Вооружённые силы.

## Биография
Михаил Минюхин родился 11 ноября 1973 года. Занимался лёгкой атлетикой в Санкт-Петербурге, выступал за Вооружённые силы.
Первого серьёзного успеха на всероссийском уровне добился в сезоне 1998 года, когда на чемпионате России в Туле с результатом 14.11,38 выиграл бронзовую медаль в зачёте бега на 5000 метров.
В 1999 году в дисциплине 3000 метров стал шестым на зимнем чемпионате России в Москве и пятым на Мемориале братьев Знаменских в Москве, на дистанции 5000 метров завоевал серебряную награду на летнем чемпионате России в Туле, где уступил лишь другому петербуржцу Сергею Лукину.
В 2000 году в беге на 3000 метров занял седьмое место на зимнем чемпионате России в Волгограде. В составе российской сборной принимал участие в чемпионате мира по кроссу в Виламуре, где показал 78-й результат в длинном забеге и 61-й результат в коротком. На летнем чемпионате России в Туле получил серебро на дистанции 5000 метров — финишировал позади москвича Сергея Дрыгина. Также в этом сезоне отметился выступлением на кроссовом чемпионате Европы в Мальмё — здесь занял 34-е место в личном зачёте и восьмое в командном.
В 2001 году среди прочего дважды поднимался на пьедестал почёта на Мемориале Владимира Куца в Москве: стал серебряным призёром в беге на 5000 метров и одержал победу в беге на 10 000 метров.
С 2002 года пробовал себя на марафонской дистанции, в частности с результатом 2:15:43 победил на марафоне в Бонне, закрыл двадцатку сильнейших на марафоне в Кёльне.
В 2003 году с личным рекордом 2:14:45 вновь выиграл марафон в Бонне, занял 12-е место на марафоне «Белые ночи» в Санкт-Петербурге, финишировал девятым на Франкфуртском марафоне.
В 2004 году в третий раз подряд выиграл марафон в Бонне, стал третьим на «Белых ночах», пришёл к финишу вторым в 30-километровом пробеге «Пушкин — Санкт-Петербург», был третьим на Балтиморском марафоне. По окончании сезона завершил спортивную карьеру.